# Civilization III
Civilization III is het derde deel in de turn-based strategy-serie Civilization van Sid Meier. Het computerspel, gepubliceerd in 2001, is een stuk uitgebreider dan zijn voorgangers en de graphics en geluid zijn drastisch verbeterd.
De speler kan kiezen uit een aantal beschavingen, civilizations, die hij vanaf het begin van de beschaving tot de moderne tijd kan leiden. Er zijn daarbij zeer veel verschillende mogelijkheden om het spel te winnen. Zo kan de speler naar complete wereldheerschappij streven, een ruimteschip bouwen om een nieuwe planeet te koloniseren of op cultureel gebied alle andere beschavingen achter zich laten.
Voor dit deel zijn er twee uitbreidingspakketten uitgekomen, te weten Play the World en Conquests. In deze uitbreidingen worden de speelmogelijkheden uitgebreid. Zo kan men in Play the World met meer beschavingen (waaronder de Nederlanders) spelen dan in het oorspronkelijke spel. In Conquests is een aantal scenario's uit de geschiedenis toegevoegd, zoals
de napoleontische oorlogen en de Tweede Wereldoorlog, waarin de speler kan proberen de geschiedenis een andere virtuele loop te geven.